# Erik Hjelm (arkitekt)
Erik Hjelm, född 7 maj 1858 vid Kungsgården i Norrala socken, död 29 april 1928 i Ålsten i Bromma församling, var en svensk arkitekt och byggmästare.

## Biografi
Erik Hjelm erhöll utbildning i yrket vid stadsingenjörskontoret i Östersund och hos byggmästare M. Rundberg i Söderhamn. 1885 startade han egen byggnadsverksamhet i Östersund. Han var byggnadsritare vi Hjärpens Cellulosafabriks första anläggning 1886–1887.  Han var senare verksam i Stockholm, där han från 1905 ledde Byggnadsaktiebolaget E. Hjelm. Han godkändes av byggnadsnämnden den 21 maj 1909. 
Hjelm var verkmästare vid uppförandet av Centralhotellet, Hantverksföreningens, Spritbolaget J. Höghs och C. J. Carlssons fastigheter i Sundsvall, och ritade där ett flertal byggnader Han var byggmästare för 5 stenhus i Gävle och ritade där bland annat det Krusenstiernska huset. I Stockholm var han byggmästare vid uppförandet av Stockholms polishus Han stod själv bakom ritningarna för Morkullan 8 (1905), Harven 37 (1911) och Liljan 33 (1912). Enligt en annons i Svenska Dagbladet 1920 utförde han ritningar till runt 400 villor och stugor i bland annat Österskär och Örby förstad.
Erik Hjelm är begravd på Bromma kyrkogård.

## Byggnader ritade av Hjelm

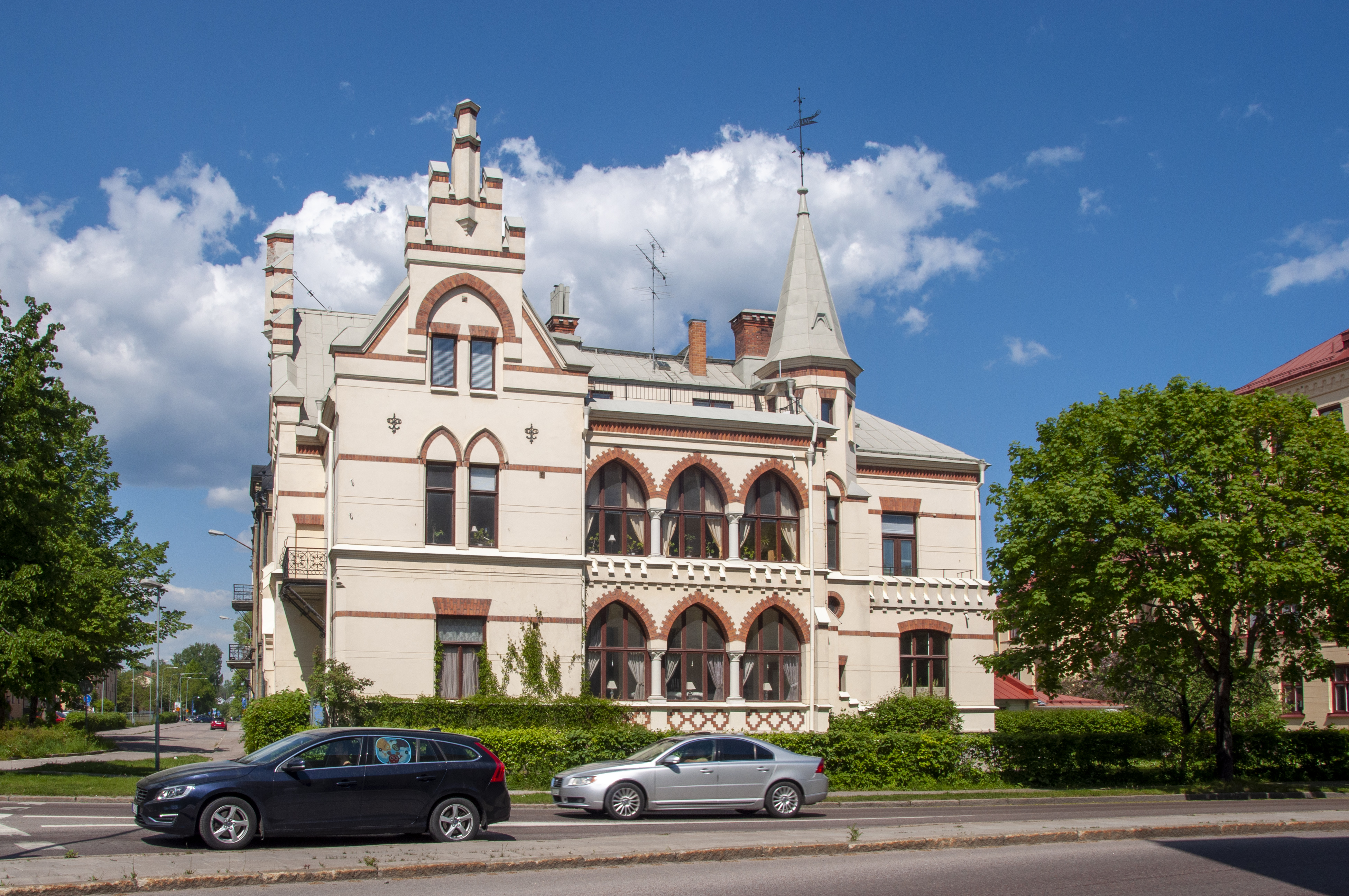
Krusenstiernska huset, Gävle
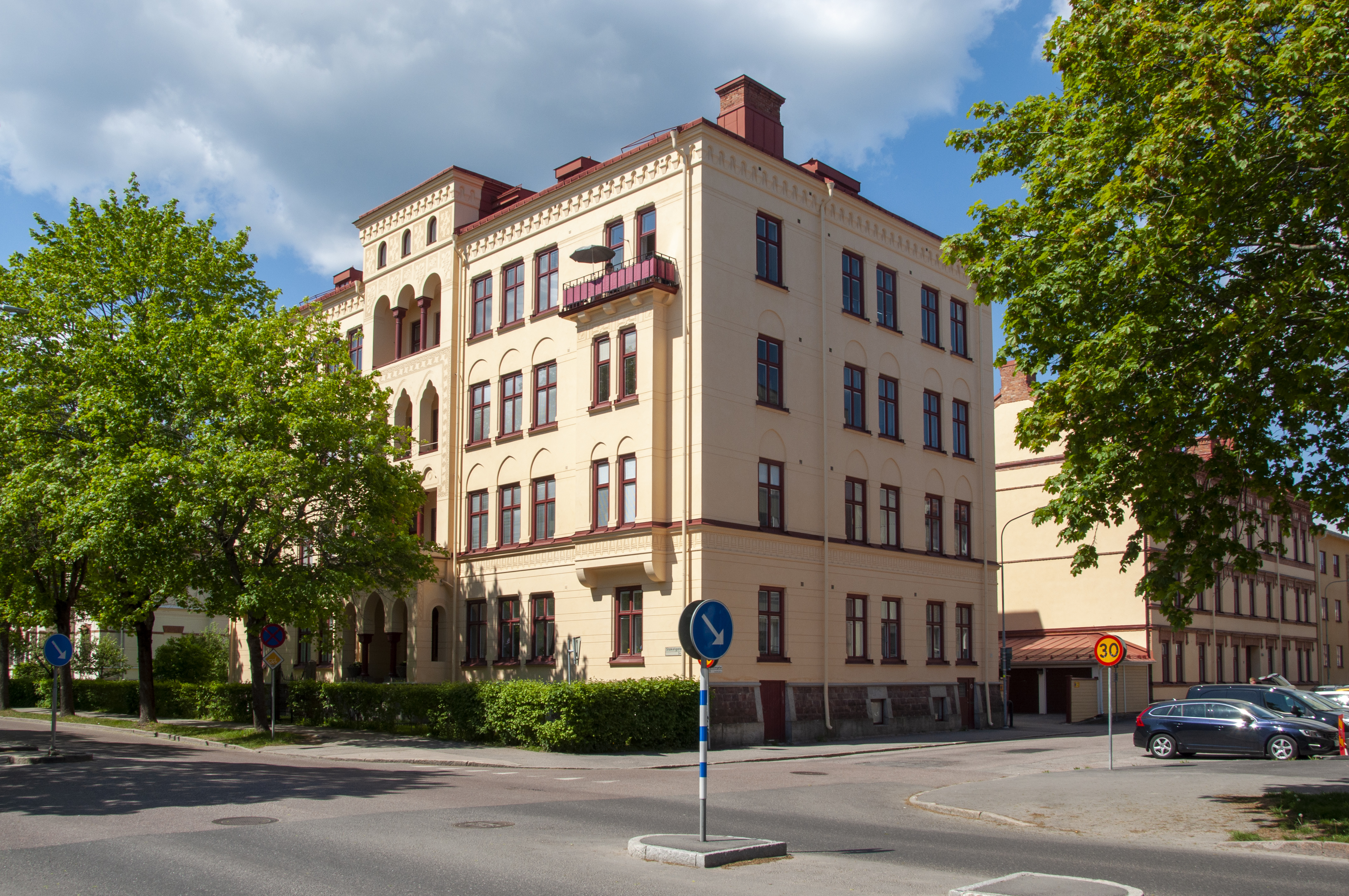
Staketgatan 3, Gävle
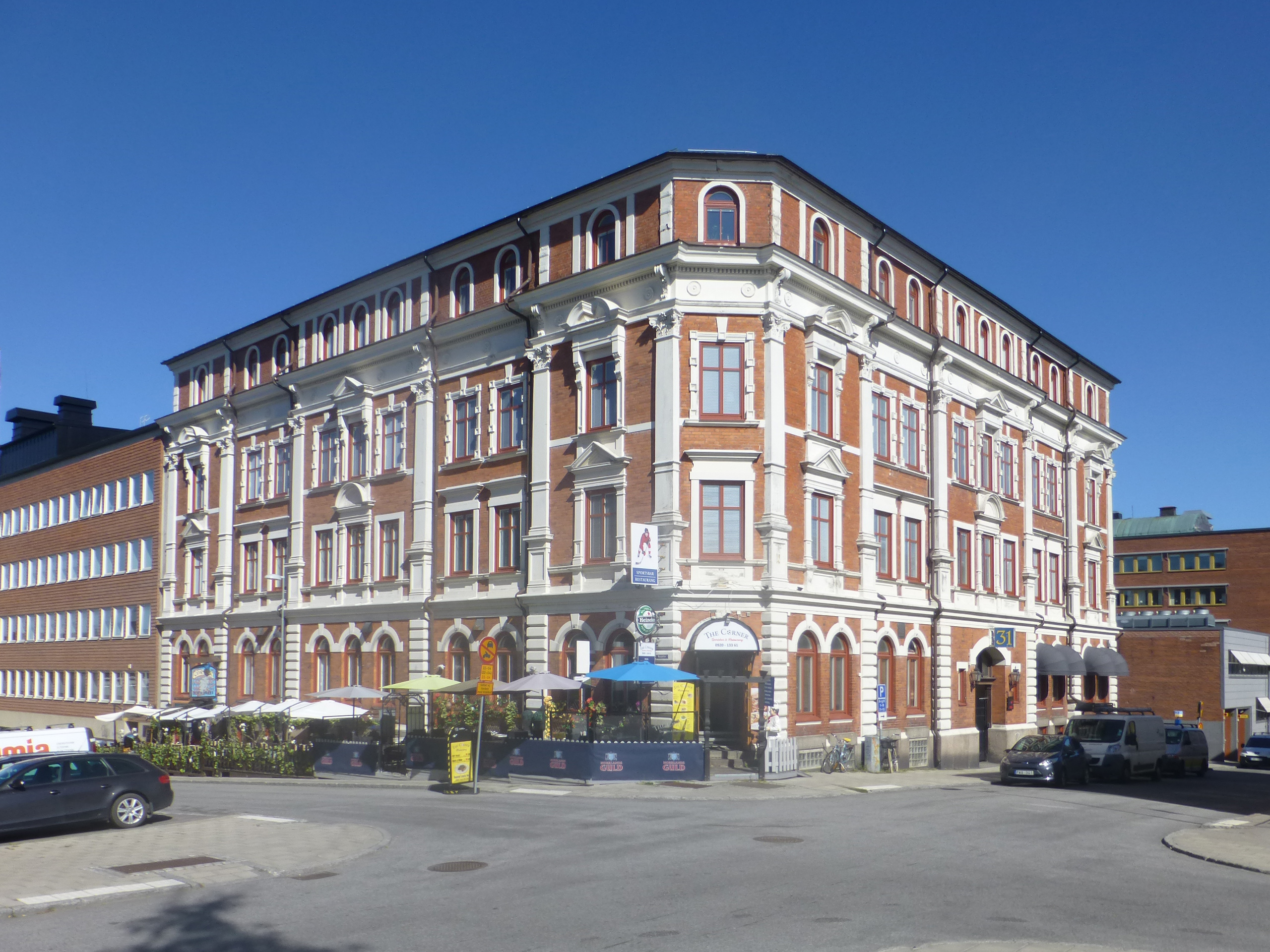
Erikssonska huset, Luleå

### References
1. 1 2  Svenskt Porträttarkiv, läs online och läs onlineläs online.[källa från Wikidata]
2. ↑  SvD: Byggnadsaktiebolaget E. Hjelm (1907-06-18)
3. ↑  ”Sundsvalls Kommun: Kvarteren i Stenstaden (1972)”. Arkiverad från originalet den 9 juni 2021. https://web.archive.org/web/20210609081721/https://collectiveaccess.murberget.se/media/ylm_ca_system/images/3/9/0/12468_ca_object_representations_media_39082_original.pdf. Läst 9 juni 2021.
4. ↑  SvD: "Polishuset" på Kungsholmen (1906-09-11)
5. ↑  SvD: Annons (1920-12-03)
6. ↑  Hjelm, Erik på SvenskaGravar.se